# Позориште „Христо Ботев” Димитровград
Позориште „Христо Ботев” у Димитровграду ‎је настало крајем августа 1888. године. Глумачко друштво је било састављено углавном од младих учитеља и интелектуалаца који су хтели да допринесу култури тадашњем Цариброду. Хтели су на тај начин да сакупе довољно средстава за основање библиотеке или читаонице.

## Почеци
Глумци су изводили представе односно изведбе у кафанама. Почели су са представама Руска и Зла жена а затим и трагедије Стефан Караџа и Газда. Бугарски часопис Домаћи учитељ пише о овим глумцима и наводи да су сакупили око 1000 лева па су тим новцем купили костиме и књиге за будући читаоницу.
Следеће године 1889. ,ово глумачко друштво прераста у Културну-просветну групу "Христо Ботев". Године 1900. су имали укупно три представа: Илко војвода, Стефан Караџа и Масна коцкица. 1901. године су издвојили учитеља Јакимова као руководиоца глумачке групе. Помиње се први пут и глумац те исте године - Васил Сливков.
Године 1910. су први пут глумци овог позоришта имали своје гостовање у Пироту са својим сценско-музичким програмом. Како су глумци добили своју позоришну салу, овде се приказују и први филмови те се овде богатио културни садржај.
У том периоду се јавила тежња за театром јер је мала сала читаонице била премала. Године 1912. је покренута иницијатива за изградњу позоришне сале. Аутор текста у листу Нишава образлаже шта би за грађане значила та изградња и тако се радило на кампањи. Балкански ратови и Први светски рат ће прекинути рад Позоришта.

## Између два рата
Хотел Шумадија је постало место за окупљање омладине и место где је касније настао Царибродско-југословенски национални омладински клуб. Клуб је имао музичку, дилетантску, трезвену секцију као и читаоницу и хор. Дилетантска секција је за управника имала Љубомира Аранђеловића кога је касније заменио Благоје Маринковић.
Овај клуб касније прераста у Културно-уметничко друштво са више секција. Истакнути глумци аматери тог клуба били су: Истатко Станулов, Стојан Касаиловић, Крум Алексов, Цеца Попова, Вера Игова, Вера Угљарева, Зора Гвозденова, Полка Грнчарева, Илија Попов, Никола Живков, Васил Манов, Ђора Андонов, Христо Андонов, Крум Пејчев, Малинка Боровска. Глумци су редовно имали представе и у околним селима димитровградског краја. Рад клуба ће поново бити прекинут сада због Другог светског рата.

### После рата
1949. година је донела културним институцијама Дом културе. Ту су деловали Аматерско позориште и Народна библиотека "Христо Смирнерски".
Те исте године је одржан Други општински фестивал на којем су се представили чланови Аматерског позоришта Христо Ботев као и глумци позоришта у Пироту. Године 1950. и 1951. глумци изводе представе: Деда на продаји, Прст пред носом, Сверква, Женидба и удадба, Избирачица, Ватра и пепео, Обичан човек, Пут у злочин. На сцени су поред Истатка Станулова и: Илија Попов, Мики Нејков, Љиљана Каменова, Саша Пејчић, Душан Бишћан, Ангел Раша Димитров, Борис Рангелов, Наталија Рангелова, Венета Крумова, Вена Дичева, Деса Гигова.
Димитровградско позориште се нашло на фестивалима аматерских позоришта у Нишу и Београду. Професор српскохрватског језика и Гимназији Јосип Броз Тито, Љубиша Ђорђевић је помагао глумцима тако што је у Гимназији налазио младе средњошколце који су заинтересовани за глуму. Љубиша Ђорђевић се у то време латио посла режисера те је помагао глумцима.
Средином маја 1964. године је ово Позориште потписало уговор о сарадњи са нишким позориштем о гостовањима. Исте године, Димитровград је домаћин Сусрета аматерских позоришта нишког округа. Ђорђевић напушта Димитровград због посла у Учитељској школи у Пироту и Позориште добија хендикеп. На његово место долази Сретен Игов.
Период од 1969. до 1973. обележиће пригодни културно-уметнички програм кроз представе Сумњиво лице, Софроније у космосу... 1970. умире Стојан Касаловић па је Позориште у хендикепу још једанпут.
Године 1977. су културни посленици и градски оци разговарали о обележавању 90 година рада Позоришта наредне 1978 године. Тада је и одлучено да се формира деветочлани Савет Позоришта у којем су именовани Љубомир Голубовић, Слободан Алексић, Никола Андонов, Цветанка Војиновић, Васил Каменов, Сретен Игов, Чедомир Николов, Николина Ранчева, Новица Панић. За председника је изабран Љубиша Голубовић. Следеће сезоне, Позориште броји око 70 чланова. 18. март
Године 1979, остаће упамћена по томе што је Аматерско позориште Димитровград потписало Споразум о сарадњи са Београдским драмским позориштем. Споразумом је предвиђено да београдски уметници гостују у Димитровграду, едукују димитровградске глумце, редитеље, сценографе, костимографе као и да пруже техничку помоћ. Ова сарадња није дуго трајала.

## Велики јубилеј
Период обележавања стогодишњице рада Позоришта биће и обележен и у знаку обележавања тридесетогодишњице уметничког рада Наталије Рангелове. Тадашња поставка Позоришта: Слободан Алексић, Момчило Андрејевић, Живкица Спасова, Габи Алексић, Новица Панић, Васил Маринков, Тома Павић, Саша Колев, Невена Петровић, Александар Златанов, Николина Ранчева, Олгица Бојанић, Славча Димитров, Соња Николов, Ранко Иванов, Иван Леков, Тодор Ташков, Мирче Војиновић. Централна прослава јубилеја је уприличена 21. новембра. Управник Центра за културу је говорио о Позоришту и Библиотеци . Затим је изведена представа Клаустрофобична комедија Душана Ковачевића. 

## Даљи рад
Први пут у својој историји, ово Позориште је учествовало на једном међународном фестивалу на којем су представљали Југославију. То је било 13. марта 1988. године у Софији. Наступили су са представом Професионалац. Деведесетих година, ансамбл изводи представе и на српском и на бугарском језику те су гостовали у градовима у Бугарској. У години јубилеја од сто десет година рада, димитровградска публика је видела представе Пуковник птица, Женидба Миша Микија, Кико писар Тричко се не жени са принцезу Ћиту с ћитку заћитену.